# OOPArt
Ne doit pas être confondu avec Op Art.
 (août 2018).
Si vous disposez d'ouvrages ou d'articles de référence ou si vous connaissez des sites web de qualité traitant du thème abordé ici, merci de compléter l'article en donnant les références utiles à sa vérifiabilité et en les liant à la section « Notes et références ».
OOPArt, ou oopart, est un nom anglais formé à partir des initiales de out of place artifact (« objet manufacturé incongru », « qui ne devrait pas être là », « qui est hors contexte »), encore appelé artéfact anachronique. La paternité de cette expression revient au zoologiste américain Ivan T. Sanderson, qui l'emploie pour désigner un artéfact dont la présence sur le site de sa découverte constitue a priori une anomalie et une énigme.

## Description
Les OOPArt sont souvent mis en avant pour défendre le créationnisme, la théorie des anciens astronautes (les objets en question ne pouvant être que d'origine extraterrestre), ou l'existence de civilisations oubliées et très avancées techniquement comme celle de l'Atlantide. Beaucoup d'OOPArt s'avèrent être des canulars (pierres d'Ica, figurines d’Acambaro), voire des fraudes organisées (automate turc joueur d'échecs, crânes de cristal d'Eugène Boban). Parfois leur existence même est contestée (pierre de Dashka). 
Pour certains objets, la contestation concerne leur interprétation et non leur appartenance à la culture ou à l'époque concernée : des historiens, qui considèrent par exemple la carte de Piri Reis comme ancienne, expliquent les contours censés correspondre à l'Antarctique par l'imagination du dessinateur ou une déformation due au regroupement de plusieurs cartes plutôt que par des connaissances exceptionnelles pour l'époque. Certains exemples d'OOPArt, notamment les structures interprétées comme pyramidales ou fortifiées dans la région martienne de Cydonia Mensae ou l'antenne d'Eltanin, peuvent être expliquées par le phénomène de paréidolie.
Pour d'autres objets, comme les pièces de monnaie scandinaves anciennes découvertes dans l'État du Maine, une explication conforme aux connaissances historiques a finalement été avancée (transport par des Amérindiens à partir des villages vikings de Terre-Neuve).
La machine d'Anticythère, quant à elle, est un exemple d'objet ayant été tout d'abord considéré comme un OOPArt puis qui, après un examen scientifique approprié, ouvre à une compréhension nouvelle de l'état d'avancement scientifique de la période antique, en l'occurrence bien plus avancée qu'on l'imaginait communément.

## OOPArt célèbres
| Photo | Nom                                 | Lieu                                   | Pays           | Particularités |
| ----- | ----------------------------------- | -------------------------------------- | -------------- | --- |
|       | Carte du Vinland                    |                                        |                | Mappemonde du XVe siècle qui reprendrait une carte du XIIIe siècle, représentant le monde connu en incluant des terres présumées inconnues à ces époques, notamment le Groenland, le Japon et une île, le Vinland, dénommée Vinlanda Insula et rappelant les contours approximatifs de l'Amérique du Nord. Prouvée comme fausse en 2021.                                       |
|       | Carte de Piri Reis                  | Palais de Topkapı, Istanbul            | Turquie        | La carte aurait été tracée en 1513 et contient une figuration détaillée d'une côte connectée à la zone australe de l'Amérique du Sud, dont certains disent qu'elle ressemble à la côte de l'Antarctique, continent qui n'a été découvert officiellement qu'en 1818. |
|       | Carte d'Oronce Fine                 |                                        |                | Certains voient sur cette carte de 1531 les contours de l'Antarctique tels qu'on peut les voir en période de fonte. Cette hypothèse est infirmée par de nombreux scientifiques, la terre présentée en lieu et place de l'Antarctique étant la Terra Australis. |
|       | Pierre runique de Kensington        | Solem Township, Minnesota              | États-Unis     | Pierre plate rectangulaire en grauwacke couverte de runes sur sa face et son côté, présentée comme étant la preuve que des explorateurs scandinaves auraient atteint le milieu de l'Amérique du Nord au XIVe siècle. « Tous les runologues scandinaves et experts en linguistique historique scandinave reconnaissent que la pierre de Kensington est un faux ».               |
|       | Rocher de Dighton                   | Berkley                                | États-Unis     | Bloc erratique de pierre d'une quarantaine de tonnes qui se trouvait à l'origine dans le lit du fleuve Taunton, et célèbre pour ses mystérieuses inscriptions qui ont donné lieu à plusieurs hypothèses sur la découverte de l'Amérique du Nord. |
|       | Pierre du décalogue de Los Lunas    | Los Lunas, Nouveau-Mexique             | États-Unis     | Énorme rocher (50 tonnes) qui porte une inscription taillée d'une façon régulière sur le plat de la roche et qui s'apparenterait au texte du décalogue. Certains prétendent que l'inscription serait précolombienne et prouverait l'existence de contacts trans-océaniques précolombiens.                                                                                      |
|       | Hiéroglyphes d'Abydos               | Temple funéraire de Séthi Ier (Abydos) | Égypte         | Certains voient dans les hiéroglyphes d'Abydos des véhicules modernes dont un hélicoptère, un sous-marin, un zeppelin et un planeur. |
|       | Oiseau de Saqqarah                  | Saqqarah                               | Égypte         | Bien que l'oiseau de Saqqarah ait été classé comme jouet par le Musée égyptien du Caire où il est exposé, certains pensent qu'il s'agit d'une preuve de la maîtrise des principes aéronautiques par les Égyptiens 200 ans avant notre ère. |
|       | Sphères mégalithiques du Costa Rica |                                        | Costa Rica     | Ensemble de plusieurs centaines de pétrosphères découvertes dans le sud du Costa Rica. Attribuées à l'ancienne culture précolombienne Diquis, elles auraient formé des alignements aux abords de la maison des chefs. |
|       | Bille de Klerksdorp                 | Ottosdal                               | Afrique du Sud | Objets de petite taille, le plus souvent sphériques ou se rapprochant de la forme d'un disque, issus de l'un des dépôts de pyrophyllites vieux de 3 milliards d'années. À cause de leur forme polie et de leur aspect esthétique, certains les présentent comme créées par des êtres intelligents, quand les géologues défendent qu'elles sont le fruit de processus naturels. |
|       | Pilier de fer de Delhi              | Qûtb Minâr, Delhi                      | Inde           | Érigée par le râja Chandragupta II de la dynastie des Gupta qui régna sur l'Inde du Nord du milieu du IIIe siècle à 535, cette tour est composée d'un fer pur à 99,72 %, une qualité obtenue seulement au XIXe siècle en Occident, et résiste à la corrosion grâce à une couche protectrice uniforme d'hydrogénophosphate de fer cristallin.                                   |
|       | Tour de Newport                     | Newport (Rhode Island)                 | États-Unis     | Ancien moulin qui, selon certains amateurs, serait une preuve d'un établissement précolombien en Nouvelle-Angleterre. |
|       | Structure sous-marine de Yonaguni   | Archipel Ryūkyū                        | Japon          | Île et reliefs sous-marins découverts en 1985 qui, selon certains, pourraient être le vestige d'une cité préhistorique. |
|       | Route de Bimini                     | Îles Bimini                            | Bahamas        | Formation rocheuse visible sur les fonds sous-marins des îles Bimini dans les Bahamas. Certains y distinguent une ancienne route, un mur ou le vestige d'une structure réalisée par l'homme, voire un vestige de la civilisation mythique de l'Atlantide. |
|       | Pile électrique de Bagdad           | Bagdad                                 | Irak           | Poterie renommée depuis que des archéologues ont émis l'hypothèse qu'elle aurait servi de pile électrique. |

## Autres cas célèbres
- les figurines d’Acambaro (découvertes en 1944, prouvées fausses en 1976)
- la géode de Coso
- la lampe de Dandera
- le marteau de London (Texas)

## Dans la culture populaire

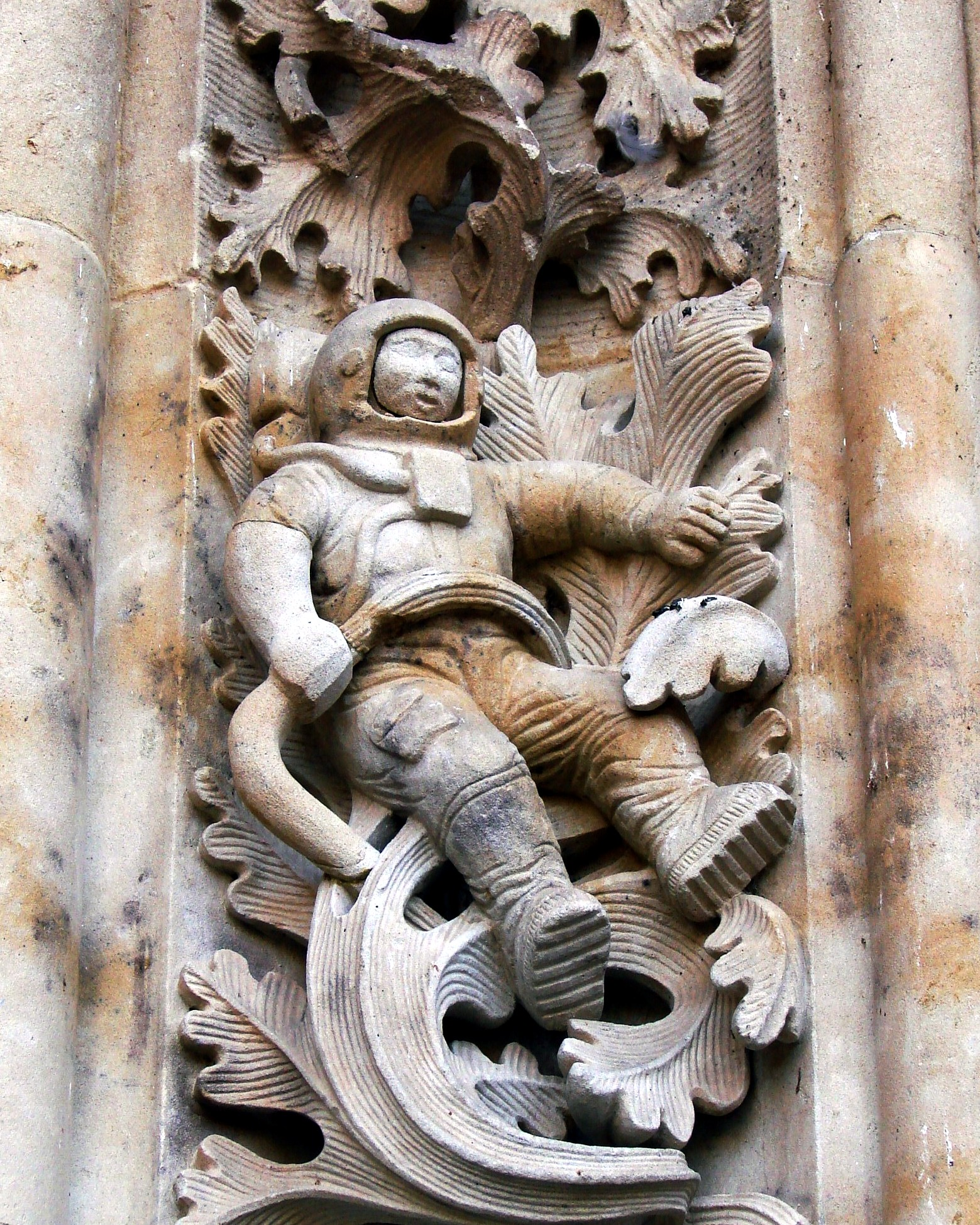
Canular, sculpté en 1992, lors d'une restauration, l'astronaute en impesanteur de la porte de Ramos, à la cathédrale de Salamanque, se voulait une œuvre de type OOPArt.

- Le Matin des magiciens, best seller des années 1960-1970.
- La série télévisée américaine Warehouse 13.
- Le manga Satan 666 de Seishi Kishimoto utilise les OOPArts comme moteur scénaristique : il décrit un monde où ces objets sont légion, ne pouvant être manipulés que par des OPT (OOPArts Tacticians).
- La série télévisée japonaise Kamen Rider Agito. La série commence et consacre sa première moitié à élucider le mystère d'une machine antique, ressemblant à la Bombe d'Alan Turing. Une fois décodée, elle permet en fait de faire renaître l'Overlord, l'ennemi final de la série, qui passe de nourrisson à adulte durant la seconde moitié de celle-ci.